# 安特耶·哈维
安特耶·哈维（德語：Antje Harvey，1967年5月10日—），德国女子冬季两项运动员。她曾代表德国参加1992年和1994年冬季奥林匹克运动会冬季两项比赛，获得一枚金牌和三枚银牌。